# إبراهيم ديساي
إبراهيم ديساي (16 يناير 1963 - 15 يوليو 2021)، هو عالم وفقيه مسلم جنوب أفريقي هندي أسس دار الافتاء المحمودية وشغل منصب أستاذ الحديث في مدرسة الإنعامية. كان من خريجي الجامعة الإسلامية طالب الدين الدبيل، كان يُنظر إليه على أنه عالم مؤثر في التمويل والاقتصاد الإسلامي. له مؤلفات مثل شرح قصيدة البردة، مقدمة في الحديث، ومقدمة في التجارة الإسلامية.

## السيرة الشخصية
ولد إبراهيم ديساي في 16 يناير 1963 في ريتشموند ناتال. حفظ القرآن في معهد ووترفال الإسلامي ودرس دورة درس نظامي تقليدي في الجامعة الإسلامية تالم الدين في غوجارات في الهند. تخصص في الفقه الإسلامي في عهد أحمد خانبوري. كما درس مع مفتي دار العلوم ديوبند السابق محمود حسن جانجوهي مؤلف فتاوى محمودية متعددة المجلدات، وأصبح تلميذه المعتمد لمحمود حسن جانجوحي في الصوفية.
درس ديساي في مدرسة تعليم الدين في إسبينغو لمدة عشر سنوات، وترأس قسم الفتوى لجمعية العلماء كوازولو ناتال. شغل منصب أستاذ الحديث في المدرسة الإنعامية لمدة عشر سنوات أخرى، وترأس دار الإفتاء. في مارس 2008 سافر إلى هونغ كونغ لإلقاء محاضرة على الطلاب في كلية قاسم تويت التذكارية الإسلامية. في عام 2011 انتقل إلى ديربان وأسس دار الافتاء المحمودية في شيروود. قام بتدريس صحيح البخاري في دار العلوم النعمانية وترأس دار الافتاء المحمودية التي أنشأها في شيروود. في عام 2000 أطلق بوابة اسأل الإمام فتاوى، وهي قاعدة بيانات للأسئلة والأجوبة الإسلامية على الإنترنت، والتي يُعتقد أنها أكسبته شهرة دولية. ووفقًا لـ ف. أيسلر «يمثل إبراهيم ديساي نموذجًا للعالم، على الرغم من تدريبه في مؤسسة غير أزهرية خارج العالم العربي، اكتسب اعترافًا عالميًا بشكل رئيسي من خلال الدعم الجماعي المتراكم عبر تكنولوجيا المعلومات والاتصالات».
كان يُنظر إلى ديساي على أنه باحث مؤثر في التمويل الإسلامي والاقتصاد. شغل منصب رئيس مجلس إدارة إف لإن بي المالية الإسلامية. بدأ حملة الأعمال المتوافقة مع الشريعة في عام 2002 لتقديم «مؤتمر لمعالجة مسائل الأعمال المعاصرة في التجارة والتمويل الإسلامي»، وفقًا لموقع دار الافتاء المحمودية كان من بين أكثر 500 مسلم نفوذًا جمعهم مركز الدراسات الإستراتيجية الإسلامية الملكية. أشارت إليه نميرة نهوزا على أنه «مفتي جنوب إفريقيا الأكبر من أصل هندي». من بين طلابه أبرار ميرزا وفيصل المحمودي. تشير فرحانة في دراستها البحثية إلى أن «ديساي نفسه كان معلمًا رئيسيًا لطلاب دار الإفتاء المحمودية، وهي المؤسسة التي درس فيها ومن المكان الذي صدرت جميع فتاواه فيها. بصفته معلمًا رئيسيًا كان هو المرجع النهائي، كما يتضح من السطر الختامي في نهاية كل فتوى: 'تم التحقق منها والموافقة عليها من قبل المفتي إبراهيم ديساي».

## الوفاة
توفي ديساي في 15 يوليو 2021 في ديربان.